# Parc régional des Champs Phlégréens
Le parc régional des Champs Phlégréens (en italien : Parco regionale dei Campi Flegrei) est un espace naturel protégé créé dans la région de Campanie en 2003 en application d'une loi de 1993 dans la ville métropolitaine de Naples,.

## Territoire

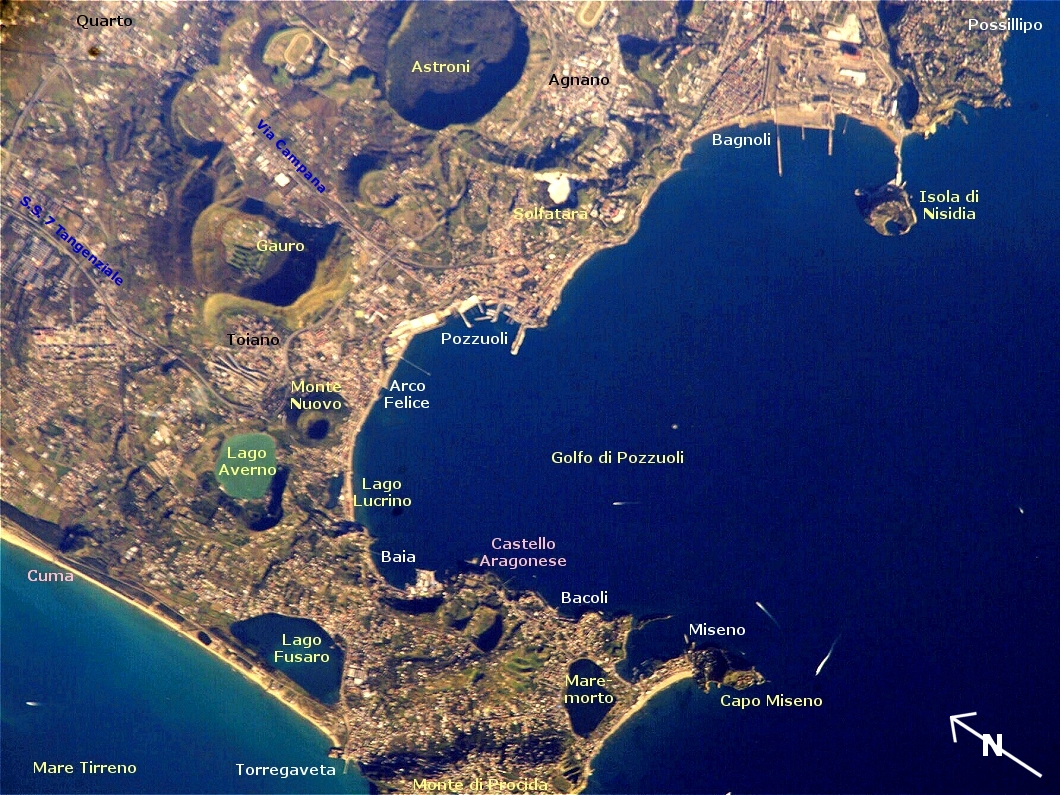
Pouzzoles et Champs Phlégréens

Le parc régional couvre une superficie non contiguë de 73 km2 dans les communes de Bacoli, Monte di Procida, Naples et Pouzzoles.  
Il est divisé en trois zones de protection différentes :
- Zone de protection « A » comprend les deux zones spéciales de conservation (ZSC) :
  - La réserve naturelle du cratère Astroni (253 ha - WDPA -ID 555722668 [3] )
  - Monte Nuovo

ainsi que l'île de Nisida, le cratère de la Solfatare et Punta Penna dans la commune de Bacoli. Les zones mentionnées se caractérisent par la présence de peu ou pas d'activité humaine et par leur connotation majoritairement naturaliste.
- Zone de protection « B » comprend les zones spéciales de conservation (ZSC) :
  - Lac Averne (125 ha - WDPA -ID 555722672 [5] )
  - Lac Lucrin (10 ha - WDPA -ID 555529370 [6])

ainsi que les zones autour du site archéologique de Cumes, du parc submergé de Baïes dans le golfe de Pouzzoles, du parc submergé de Gaiola en baie de Naples ou les fumerolles de Pisciarelli . Ces zones se caractérisent par leur ambiance pittoresque et naturelle digne de protection.
- Zone de protection « C ». Elles forment une sorte de zone tampon dans laquelle la requalification urbaine et écologique est la priorité[9]. Les zones spéciales de conservation (ZSC) suivantes sont également situées dans le territoire du parc régional, mais ne sont pas sous son administration :
  - Zones humides du cratère Agnano (44 ha – WDPA -ID 555529361 [10].)
  - Cap Misène (50 ha – WDPA -ID 555529362 [11].)
  - Embouchure de la Licola (147 ha – WDPA -ID 555529367 [12].)
  - Îlot de San Martino et environs (14 ha – WDPA -ID 555529368 [13].)
  - Lac Fusaro (192 ha – WDPA -ID 555529369 [14].)
  - Lac Misène (79 ha – WDPA -ID 555529371 [15].)
  - Mont Barbaro et cratère Campiglione (358 ha – WDPA -ID 555529373 [16].)
  - Porto Paone de Nisida (4 ha – WDPA -ID 555529377 [17].)
  - Stations de Cyanidium caldarium à Pouzzoles (4 ha – WDPA -ID 555529380 [18].)

## Galerie

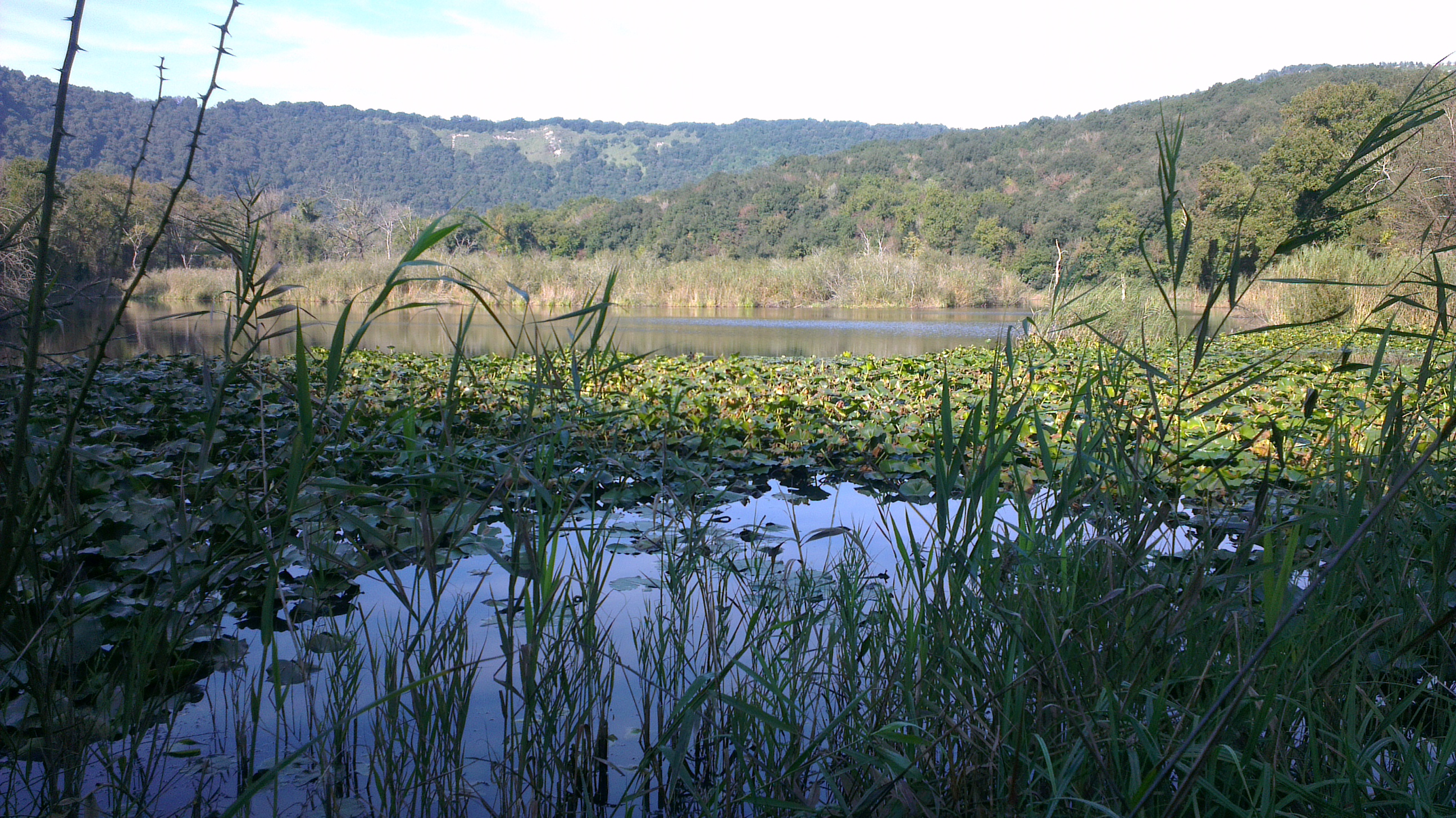
Cratère d'Astroni.
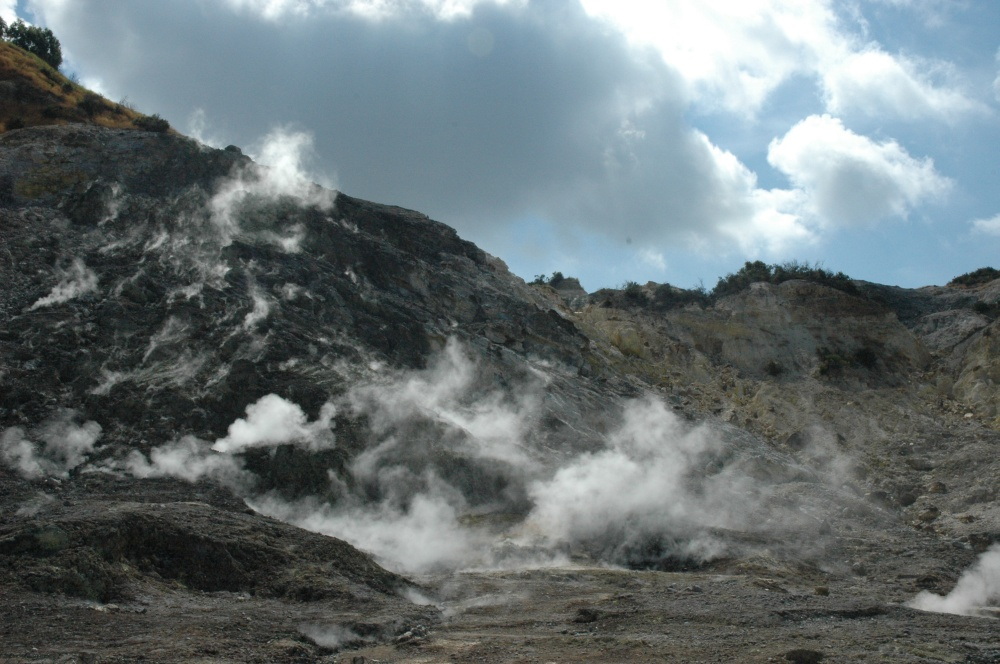
Solfatare.
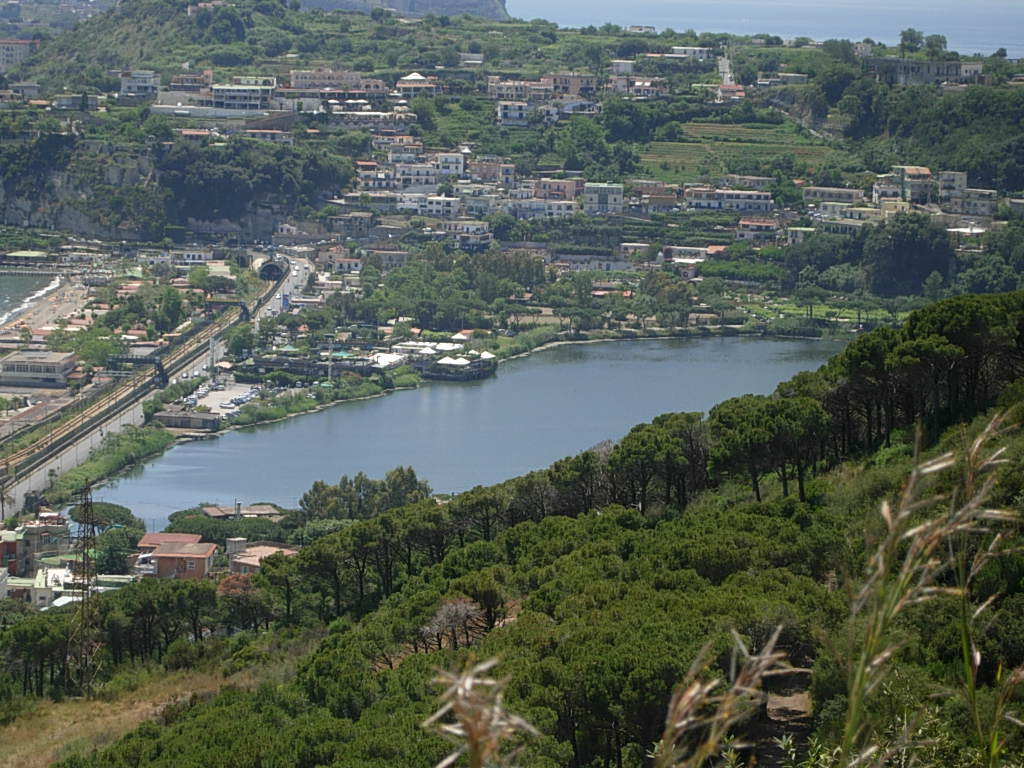
Lac Lucrin.
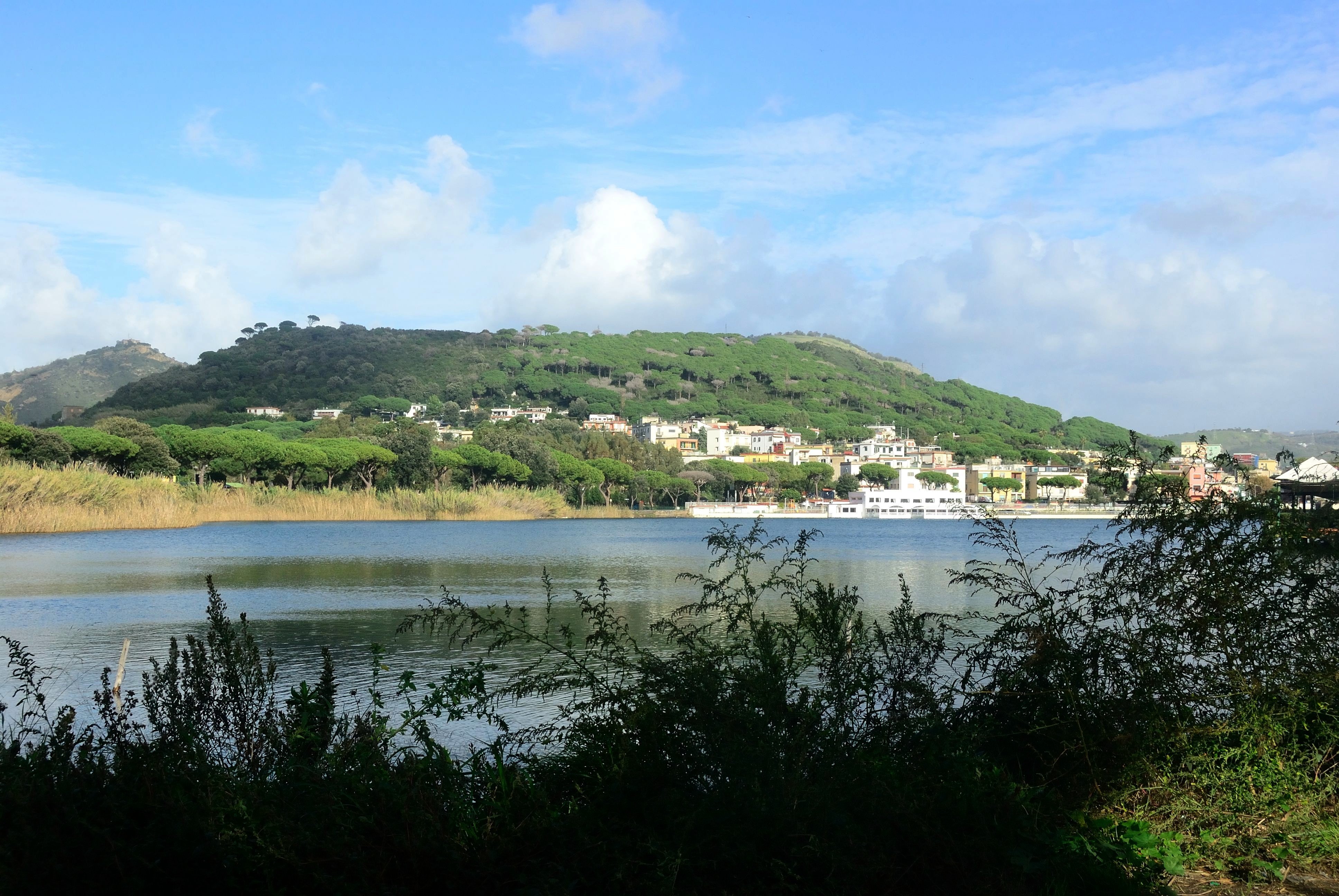
Mont Nuovo.
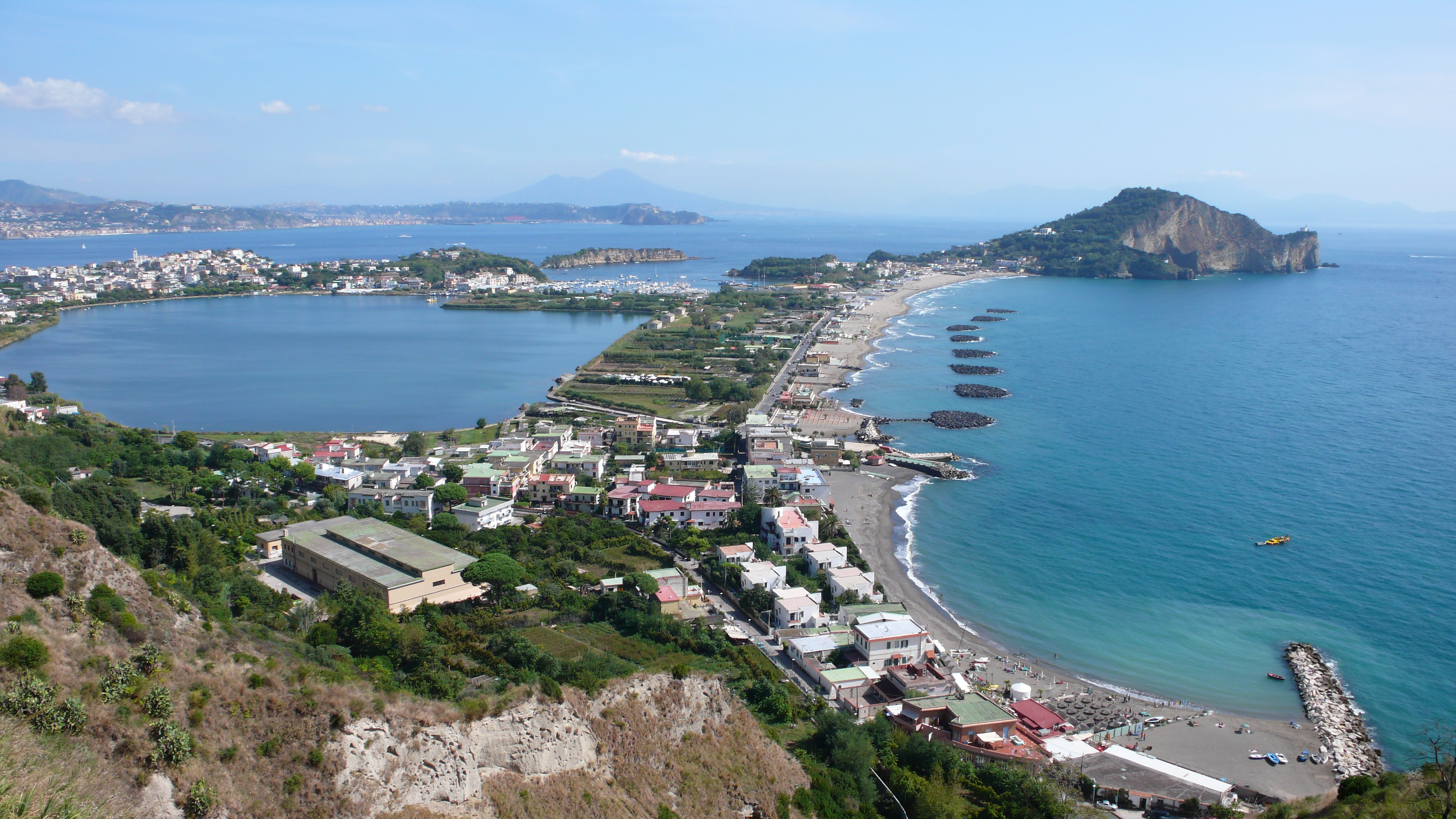
Cap et lac Misène.
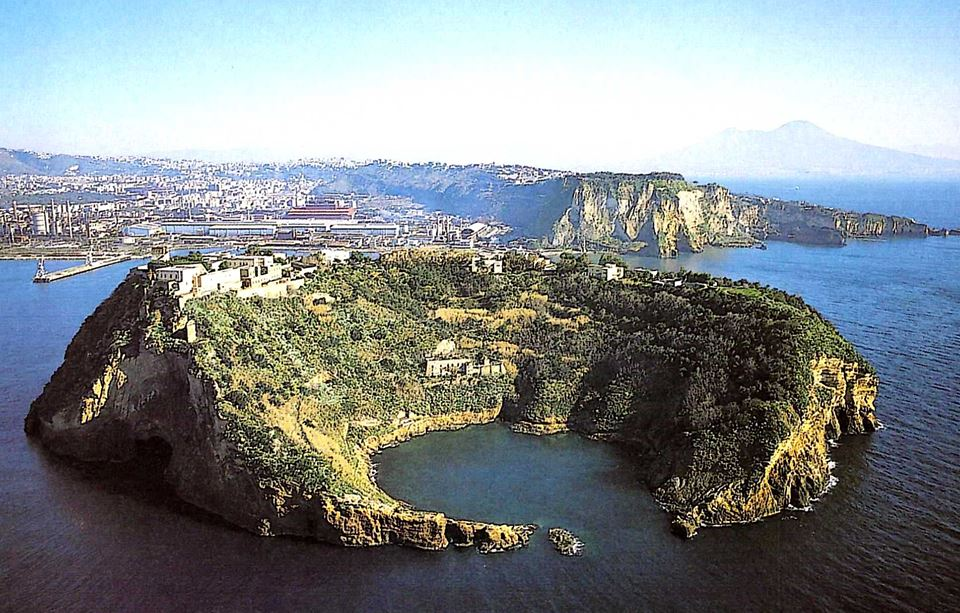
Nisida.